# Association Sportive de Saint-Étienne 1988-1989
Questa voce raccoglie le informazioni riguardanti l'Associaton Sportive de Saint-Étienne nelle competizioni ufficiali della stagione 1988-1989.

## Maglie e sponsor
Lo sponsor tecnico per la stagione 1988-1989 è Puma mentre lo sponsor ufficiale è Casino, presente sia sulla maglia sia sui calzoncini. Venne confermato il motivo della divisa introdotto nella stagione precedente, ad eccezione del colletto della maglia, divenuto a polo
| Manica sinistra · Maglietta · Maglietta · Manica destra · Pantaloncini · Calzettoni |

## Organigramma societario
Area direttiva
- Presidente: André Laurent

Area tecnica
- Direttore sportivo: Pierre Garonnaire
- Allenatore: Robert Herbin

## Rosa
| N. |                      | Ruolo | Calciatore             |
| -- | -------------------- | ----- | ---------------------- |
|    | Francia (bandiera)   | P     | Jean-Pascal Beaufreton |
|    | Francia (bandiera)   | P     | Jean Castaneda         |
|    | Francia (bandiera)   | D     | Éric Clavelloux        |
|    | Francia (bandiera)   | D     | Christophe Deguerville |
|    | Francia (bandiera)   | D     | Philippe Durieu        |
|    | Francia (bandiera)   | D     | Thierry Gros           |
|    | Svizzera (bandiera)  | D     | Alain Geiger           |
|    | Francia (bandiera)   | D     | Gilles Giuliano        |
|    | Francia (bandiera)   | D     | Jean-Philippe Primard  |
|    | Danimarca (bandiera) | D     | John Sivebæk           |
|    | Francia (bandiera)   | C     | Farid Bououden         |
|    | Marocco (bandiera)   | C     | Mohamed Chaouch        |
|    | Francia (bandiera)   | C     | Guy Clavelloux         |

| N. |                    | Ruolo | Calciatore              |
| -- | ------------------ | ----- | ----------------------- |
|    | Francia (bandiera) | C     | Thierry Courault        |
|    | Francia (bandiera) | C     | Laurent Fournier        |
|    | Francia (bandiera) | C     | Pacal Françoise         |
|    | Francia (bandiera) | C     | Patrice Garande         |
|    | Francia (bandiera) | C     | Pierre Haon             |
|    | Francia (bandiera) | C     | Nicolas Mermet-Maréchal |
|    | Francia (bandiera) | C     | Pierre Morice           |
|    | Francia (bandiera) | C     | Serge Recordier         |
|    | Francia (bandiera) | C     | Thierry Roumazeilles    |
|    | Francia (bandiera) | A     | Jean-Marc Authié        |
|    | Francia (bandiera) | A     | Vincent Chicharo        |
|    | Francia (bandiera) | A     | Étienne Mendy           |
|    | Francia (bandiera) | A     | Philippe Tibeuf         |